# Romilly-sur-Seine-1 (tổng)
Tổng Romilly-sur-Seine-1 là một tổng của Pháp nằm ở tỉnh Aube trong vùng Grand Est.

## Địa lý
Tổng này được tổ chức xung quanh Romilly-sur-Seine ở quận Nogent-sur-Seine. 

## Hành chính
| Giai đoạn | Ủy viên      | Đảng | Tư cách |
| --------- | ------------ | ---- | ------- |
| 2008-2014 | Jean Botella | UMP  |         |
| 2001-2008 | Jean Botella | DVD  |         |

## Các đơn vị hành chính
| Xã                           | Dân số     | Mã bưu chính | Mã insee |
| ---------------------------- | ---------- | ------------ | -------- |
| Crancey                      | 840        | 10100        | 10114    |
| La Fosse-Corduan             | 189        | 10100        | 10157    |
| Gélannes                     | 706        | 10100        | 10164    |
| Maizières-la-Grande-Paroisse | 1 491      | 10510        | 10220    |
| Origny-le-Sec                | 593        | 10510        | 10271    |
| Orvilliers-Saint-Julien      | 211        | 10170        | 10274    |
| Ossey-les-Trois-Maisons      | 506        | 10100        | 10275    |
| Pars-lès-Romilly             | 684        | 10100        | 10280    |
| Romilly-sur-Seine            | 14 616 (1) | 10100        | 10323    |
| Saint-Hilaire-sous-Romilly   | 333        | 10100        | 10341    |
| Saint-Loup-de-Buffigny       | 164        | 10100        | 10347    |
| Saint-Martin-de-Bossenay     | 316        | 10100        | 10351    |

(1) một phần xã.

## Thông tin nhân khẩu
| 1962                                                     | 1968 | 1975 | 1982  | 1990  | 1999  |
| -------------------------------------------------------- | ---- | ---- | ----- | ----- | ----- |
| -                                                        | -    | -    | 5 963 | 6 029 | 6 033 |
| Nombre retenu à partir de 1962 : dân số không tính trùng |      |      |       |       |       |